# فخري قدوري
الدكتور فخري ياسين قدوري هو اقتصادي ووزير عراقي سابق، ولد بمنطقة سوق الجديد بجانب الكرخ في بغداد عام 1932 وتوفي في 25 تشرين الثاني 2018.
درس في بغداد الابتدائية والثانوية. وقد انضم لحزب البعث العربي الاشتراكي عام 1948 عندنا كان طالبا في الثانوية.
وبعد تخرجه من كلية التجارة والاقتصاد في بغداد عام 1953 عين فيها معيدا حتى أواسط عام 1956. حصل على الماجستير في الاقتصاد من جامعة ولاية آيوا
في الولايات المتحدة الأمريكية عام 1958.
عين مدرسا في كلية التجارة والاقتصاد في بغداد في الفترة 1958 إلى 1959، ثم حصل على شهادة الدكتوراه في الاقتصاد من جامعة كولونيا في ألمانيا في عام 1964. كما حصل على دبلوم من معهد التسويق الدولي في جامعة هارفارد الأمريكية عام 1966، وحصل على دبلوم في السياسات التجارية من منظمة الجات في جنيف عام 1968.
عمل موظفاَ في وزارة الاقتصاد في بغداد للفترة 1964 – 1968.
شغل منصب وزير الاقتصاد للفترة 1968-1971، وكان لطه ياسين رمضان التأثير في إعفائه من منصبه.
كما شغل منصب محافظ البنك المركزي العراقي للفترة 1976-1978.
عمل عضوا في مكتب الشؤون الاقتصادية لمجلس قيادة الثورة في العراق من نيسان 1971 ثم رئيسا للمكتب المذكور في الفترة 1972-1978، كما ترأس جمعة الاقتصاديين العراقيين للفترة 1973-1975 و1977-1978. وقد انتخب أمينا عاما لمجلس الوحدة الاقتصادية العربية 1978- 1983.
غادر إلى ألمانيا في منتصف 1983 واستقر فيها.

## مؤلفاته
- «طفولة في بغداد على ضفاف دجلة» سجل فيه مسيرة حياته أيام الطفولة والصبا، نشر عام 2008.[7] وهو مترجم إلى اللغة اليابانية.[1]
- «هكذا عرفت البكر وصدام؛ رحلة 35 عاما في حزب البعث»، نشر سنة 2006.[8]